# Żeglarstwo na Letnich Igrzyskach Olimpijskich 1932 – klasa 6 metrów
Zawody w żeglarskiej klasie 6 metrów podczas X Letnich Igrzysk Olimpijskich odbyły się w dniach 5–9 sierpnia 1932 roku na wodach poza Port of Los Angeles.

## Informacje ogólne
Do zawodów zgłosiło się trzy załogi reprezentujące tyleż krajów.
Regaty składały się z sześciu wyścigów. Jeden punkt był przyznawany za ukończenie wyścigu, kolejne zaś za miejsca zajęte na mecie – liczba punktów równa była liczbie pokonanych załóg, łącznie z tymi, które nie wystartowały lub nie ukończyły danego wyścigu. Na wynik końcowy składała się suma wszystkich punktów, przy czym wyższą lokatę zajmował jacht o większej liczbie punktów. Przy równej punktacji załóg przeprowadzana była między nimi dogrywka.
We wszystkich wyścigach zanotowano tę samą kolejność końcową – Szwedzi wyprzedzili reprezentantów USA, zaś na ostatniej pozycji plasowali się Kanadyjczycy.

## Wyniki
| Pozycja | Załoga                                                                      | Jacht   | Wyścig I | Wyścig I | Wyścig II | Wyścig II | Wyścig III | Wyścig III | Wyścig IV | Wyścig IV | Wyścig V | Wyścig V | Wyścig VI | Wyścig VI | Ogółem |
| Pozycja | Załoga                                                                      | Jacht   | Poz.     | Pkt.     | Poz.      | Pkt.      | Poz.       | Pkt.       | Poz.      | Pkt.      | Poz.     | Pkt.     | Poz.      | Pkt.      | Ogółem |
| ------- | --------------------------------------------------------------------------- | ------- | -------- | -------- | --------- | --------- | ---------- | ---------- | --------- | --------- | -------- | -------- | --------- | --------- | ------ |
| złoto   | Tore Holm Martin Hindorff Olle Åkerlund Åke Bergqvist                       | Bissbi  | 1        | 3        | 1         | 3         | 1          | 3          | 1         | 3         | 1        | 3        | 1         | 3         | 18     |
| srebro  | Robert Carlson Temple Ashbrook Frederic Conant Charles Smith Donald Douglas | Gallant | 2        | 2        | 2         | 2         | 2          | 2          | 2         | 2         | 2        | 2        | 2         | 2         | 12     |
| brąz    | Philip Rogers Gerald Wilson Gardner Boultbee Kenneth Glass                  | Caprice | 3        | 1        | 3         | 1         | 3          | 1          | 3         | 1         | DNS      | 0        | DNS       | 0         | 4      |